# Anna Leonowens
 (mars 2017).
Si vous disposez d'ouvrages ou d'articles de référence ou si vous connaissez des sites web de qualité traitant du thème abordé ici, merci de compléter l'article en donnant les références utiles à sa vérifiabilité et en les liant à la section « Notes et références ».
Anna Leonowens, née le 6 novembre 1831 à Ahmadnagar en Inde et morte le 19 janvier 1915 à Montréal au Canada, est surtout connue pour ses récits touchants des cinq années qu'elle passe comme professeur de littérature anglaise à la cour du Siam, l'actuelle Thaïlande.
Elle est aussi connue pour avoir fondé en 1887 la Victoria School of Art and Design, devenue l'université Nova Scotia College of Art and Design (NSCAD) .

## Biographie
Née en Inde britannique sous le nom de Anna Harriette Edwards, elle est la seconde fille de Thomas Edwards, ancien ébéniste londonien, membre du corps des Royal Engineers. Celui-ci meurt avant la naissance d'Anna. Sa mère Mary Anne Glasscott, une Anglo-Indienne, se remarie alors avec un soldat irlandais, le Corporal Patrick Donohoe, également membre du Royal Engineers.
En 1845, Eliza Julia Edwards, sa sœur de 15 ans son aînée, épouse un fonctionnaire civil de la Marine indienne, Edward John Pratt. Ils ont un fils Edward John Pratt Jr., né en 1887, qui épouse Eliza Sarah Millard. Leur fils William Henry Pratt fait carrière dans le cinéma sous le pseudonyme de Boris Karloff, qui est donc le petit-neveu d'Anna surtout connu pour ses rôles de Frankenstein.
En 1847, Anna quitte l'Inde et part s'installer avec sa famille à Aden, puis l'Égypte et la Palestine ottomane.
Elle revient vivre en Inde, à Poona, deux ans plus tard, et se marie à son tour avec un amour de jeunesse, Thomas Leon Owens ou Leonowens, un commis civil, malgré les objections de son beau-père.
En 1852, le jeune couple, accompagné de l'oncle d'Anna, W. V. Glasscott, fait voile vers l'Australie via Singapour, où ils montent à bord du trois-mâts barque Alibi. Le voyage vers Singapour ayant été long, Anna donne naissance à bord du navire à un fils, Thomas. Le 8 mars 1853, approchant de la côte occidentale australienne, l'Alibi fait presque naufrage sur un récif. Dix jours plus tard, Anna, Thomas, leur fils et Glasscott arrivent à Perth, où Thomas trouve rapidement un emploi de clerc dans l'administration coloniale.
À Perth, Anna tente d'ouvrir une école pour jeunes filles. En mars 1854, son fils meurt. Elle donne naissance cette même année à une fille, Annie Avis. En 1855, la famille Leonowens s'installe à Lynton Convict Depot (en), une colonie pénitentiaire située au nord de Fremantle à quelque distance de Geraldton, où Thomas est nommé commissaire magasinier. Anna y donne naissance à leur deuxième fils Louis. Au début de 1857, le Lynton Convict Depot ferme et la famille Leonowens retourne vivre à Perth. En avril de cette même année, ils quittent l'Australie pour Singapour. Plus tard, à Penang, Thomas trouve un travail comme un gardien d’hôtel, mais meurt d'apoplexie. Thomas Leonowens est inhumé le 7 mai 1859 dans le cimetière protestant de Penang. Anna et ses enfants se retrouvent alors sans argent.
Elle est contrainte de reprendre l'enseignement, et ouvre une école pour les enfants des officiers britanniques de Singapour. Bien que l'entreprise n'ait pas été un grand succès financier, elle établit sa réputation en tant qu'enseignante.
En 1862, Tan Kim Ching, consul du Siam à Singapour, lui propose alors d'entrer au service du roi Mongkut (Rama IV), comme professeur d'anglais (plutôt que préceptrice, comme elle le prétendait) de ses nombreux enfants, dont le prince Chulalongkorn, futur Rama V, alors âgé de onze ans. Elle accepte l'offre et part s'installer à Bangkok avec son fils Louis, tandis qu'elle envoie sa fille Annie Avis étudier dans une école en Angleterre.
Elle émigre en Nouvelle-Écosse en 1867, puis à Montréal en 1886. Elle y meurt en 1915 et est enterrée au cimetière Mont-Royal.
Ses deux ouvrages, The English Governess at the Siamese Court et The Romance of the Harem, sont l'objet de débats entre historiens concernant les représentations plus ou moins teintées de préjugés qu'une Britannique du milieu du XIXe siècle a pu donner d'un milieu (la Cour du Siam) qui lui était totalement étranger. Certains ont même prétendu que son influence sur la future politique modernisatrice du roi Rama V avait été prépondérante.
En 1943, la romancière américaine Margaret Landon publie un roman, Anna et le Roi de Siam, adapté des récits d'Anna Leonowens. Ce livre sert ensuite de base au scénario de plusieurs films, comédies musicales, et séries. Les films, sans doute pour ne pas heurter la susceptibilité nationale thaïe, sont interdits en Thaïlande.